# Henrik Lindstrøm
Adolf Henrik Lindstrøm (17 de mayo de 1866 – 21 de septiembre de 1939) fue un cocinero y explorador polar noruego.
Lindstrøm, de origen kven, nació en Hammerfest. Participó en la expedición de Otto Sverdrup en el Fram entre 1898 y 1902. Posteriormente, viajó junto con Roald Amundsen en su viaje por el paso del Noroeste en el Gjøa entre 1903 y 1906, y en su expedición al polo sur entre 1910 y 1912. También participó en una expedición a Siberia entre 1914 y 1916. Lindstrøm falleció en Oslo.
Lindstrøm era un hombre grande y jovial que rara vez salía del barco, al contrario que otros tripulantes de la expedición. Lo único que podía inducirle a salir era la oportunidad de cazar perdices, ya que la carne fresca era muy apreciada en las largas expediciones. Lindstrøm también era un hombre desapasionado, y un activo para la tripulación cuando llegaban los «nervios polares» y la añoranza por el hogar durante las largas noches polares después de varios años en terreno helado. El 5 de abril de 1911, Roald Amundsen escribió en su diario: «Ha prestado servicios mayores y más valiosos a la expedición polar noruega que ningún otro hombre».
En 1906, Lindstrøm fue nombrado caballero de la Orden de San Olaf «por su intrépida hazaña náutica». Recibió también la Medalla Fram y la Medalla del Polo Sur.

## Galería

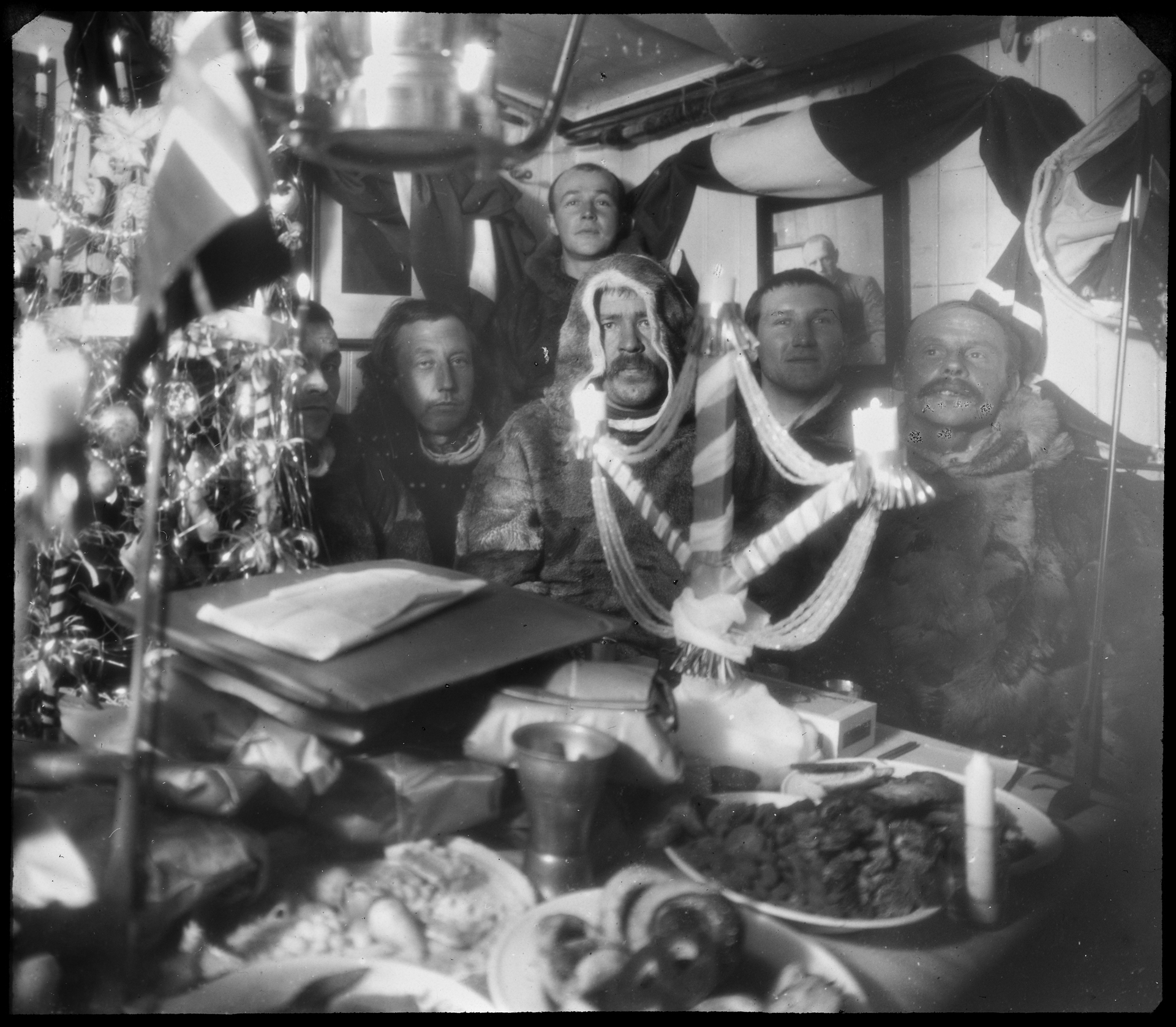
Roald Amundsen y su tripulación en el Gjøa, celebrando la Navidad en Gjoa Haven (Nunavut, Canadá) en 1903 durante su viaje por el paso del Noroeste. Helmer Hanssen, Amundsen, Lindstrøm, Gustav Wiik y Anton Lund están sentados a la mesa, y Peder Ristvedt está de pie detrás de ellos.
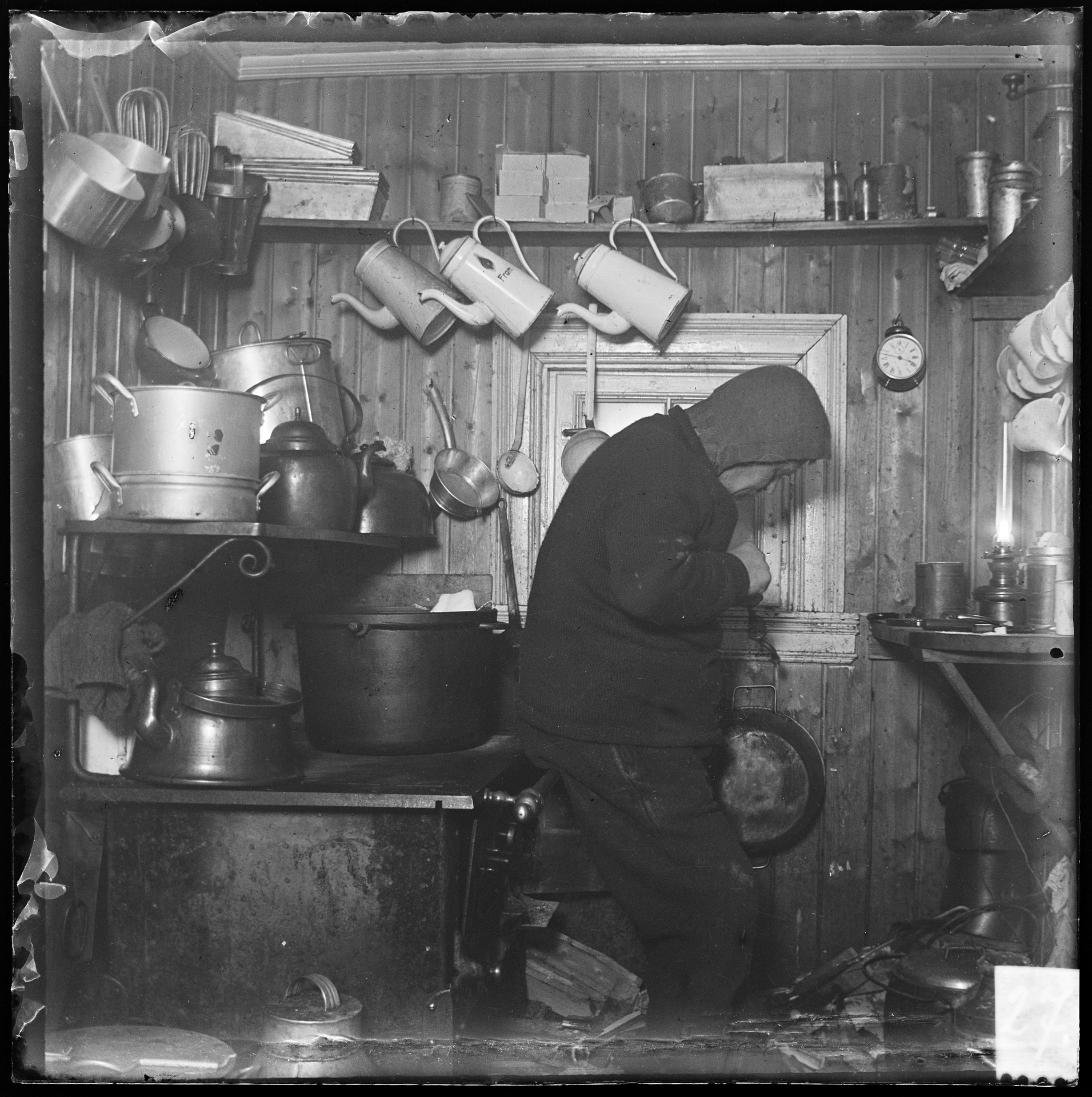
Adolf Henrik Lindstrøm en la cocina en Framheim, en la base de Amundsen en la Antártida durante la expedición al polo sur de 1910–1912.
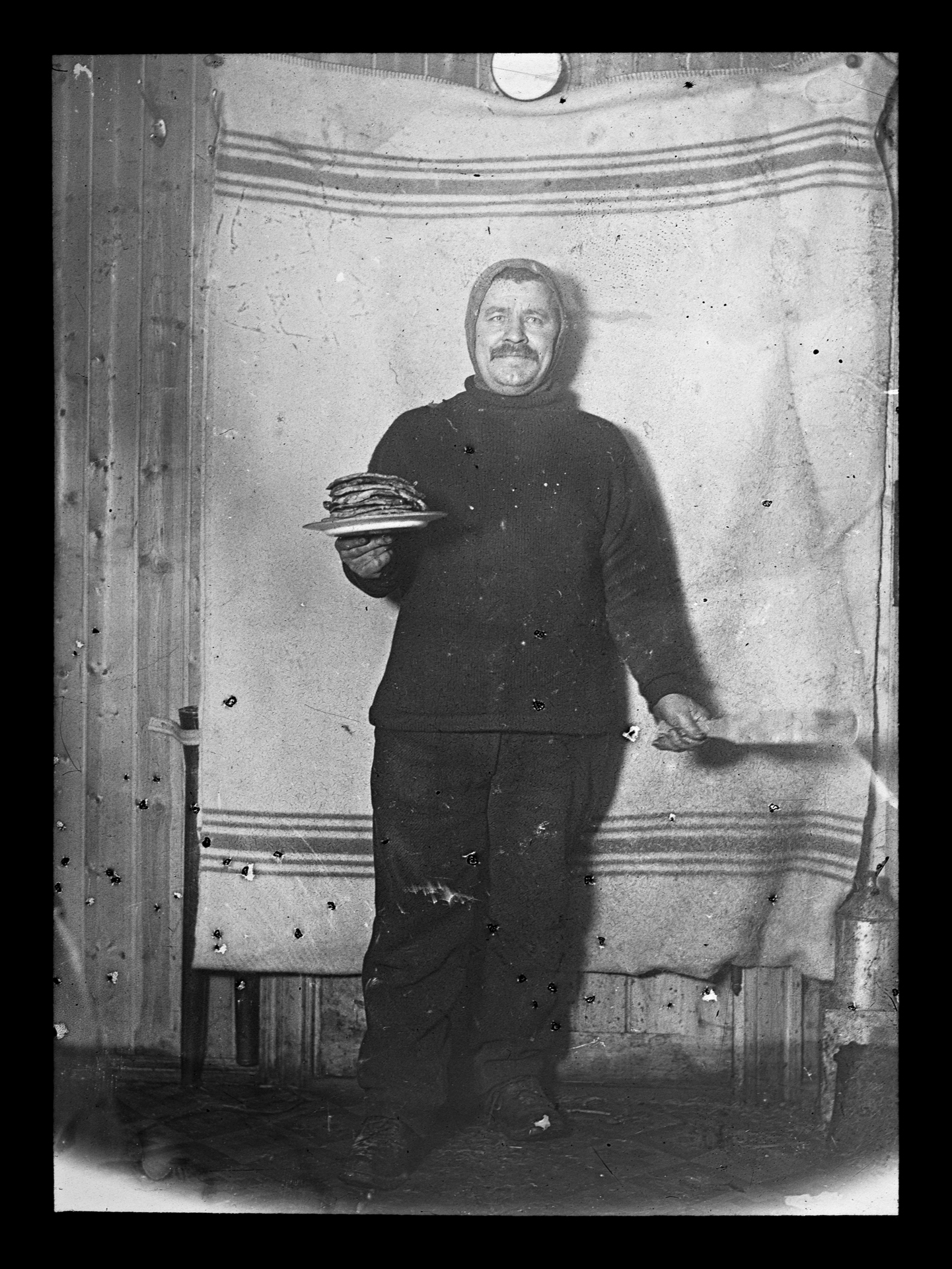
Adolf Lindstrøm con un plato de tortas en Framheim en 1911.
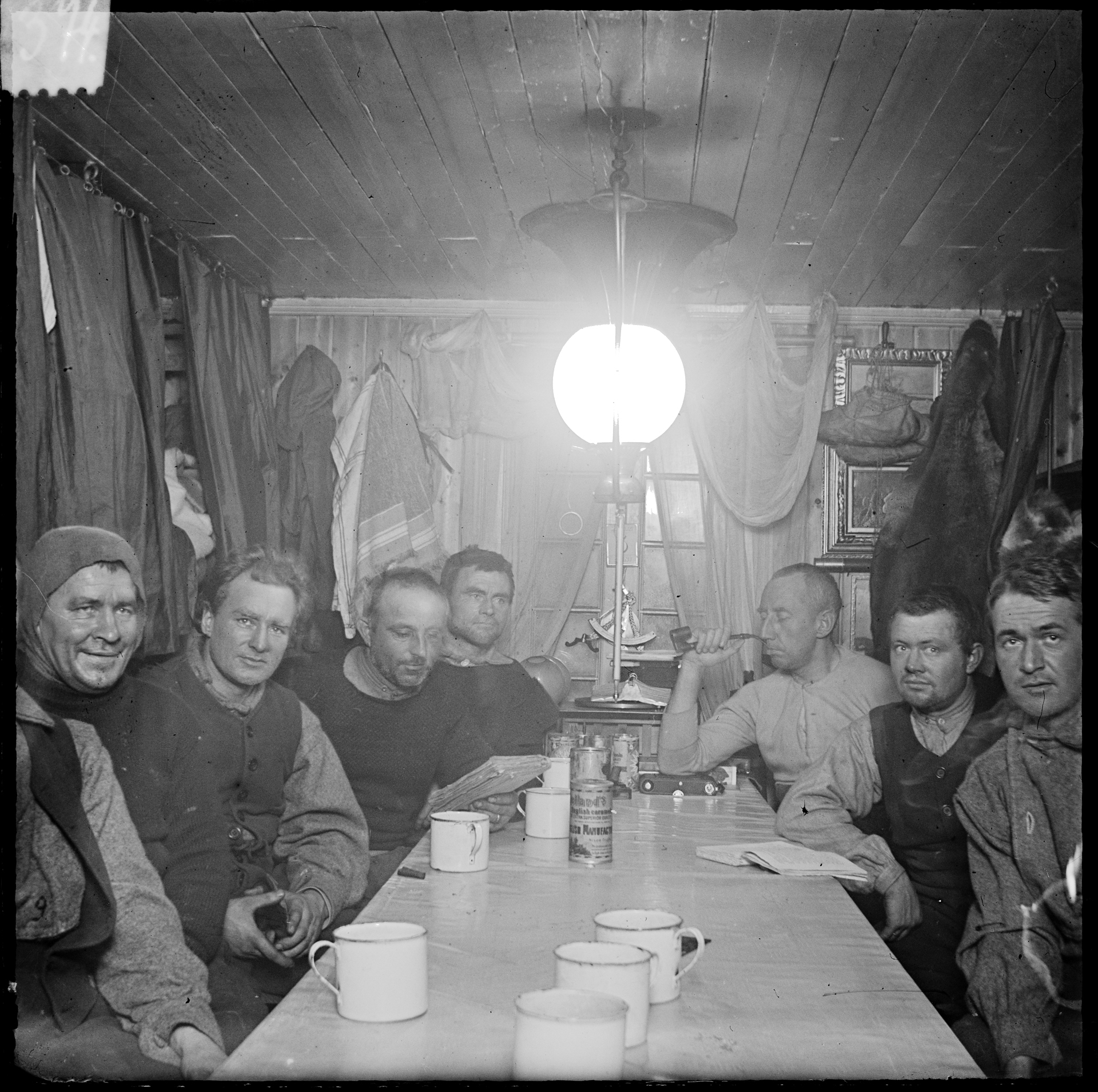
Adolf Lindstrøm, Sverre Hassel, Oscar Wisting, Helmer Hanssen, Roald Amundsen, Jørgen Stubberud y Kristian Prestrud en el cobertizo en Framheim. Roald Amundsen está apoyando el codo sobre una cámara
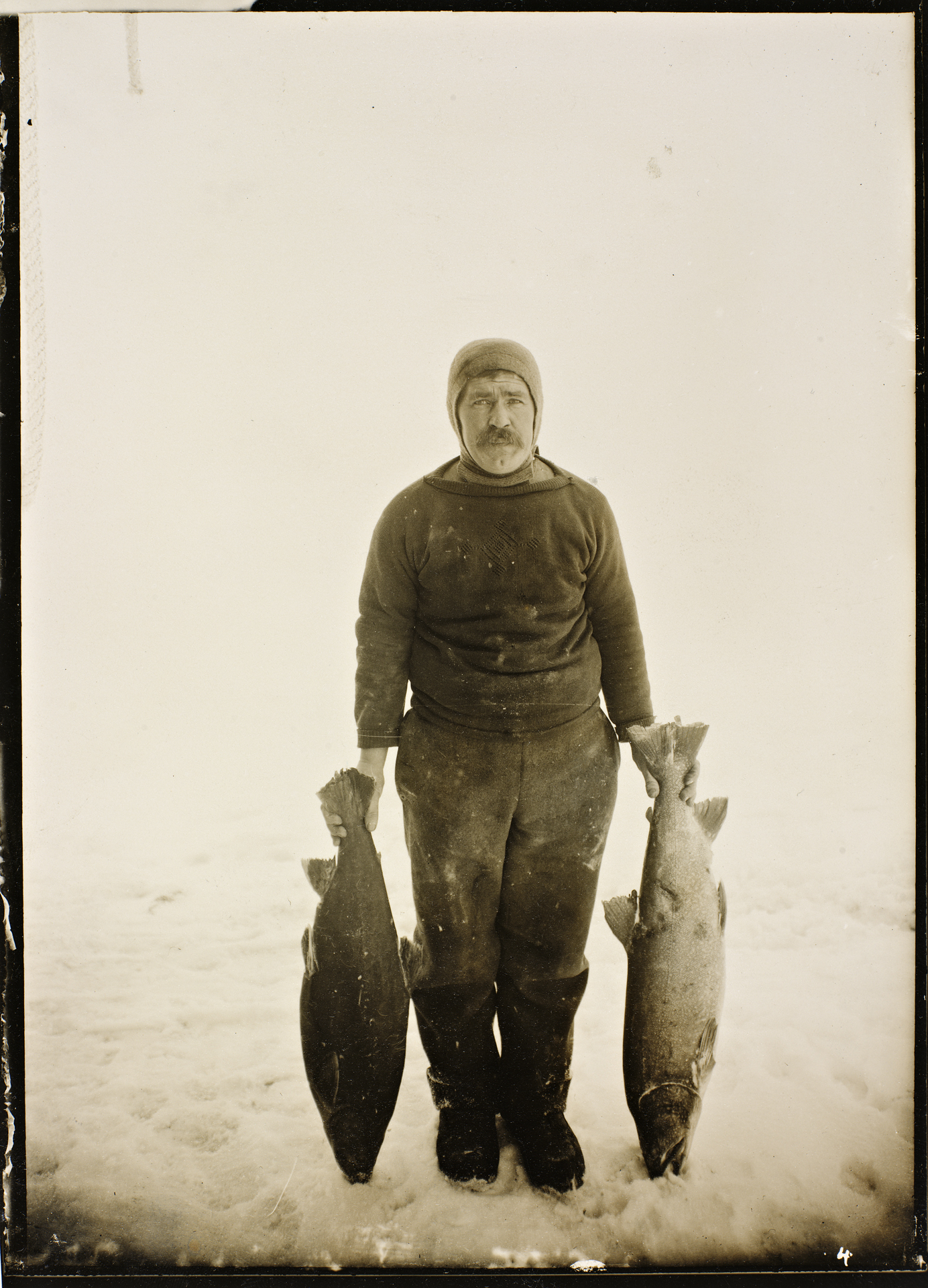
El «cocinero polar» Adolf Lindstrøm, con muestras de pescado en la Isla del Rey Guillermo en 1904.
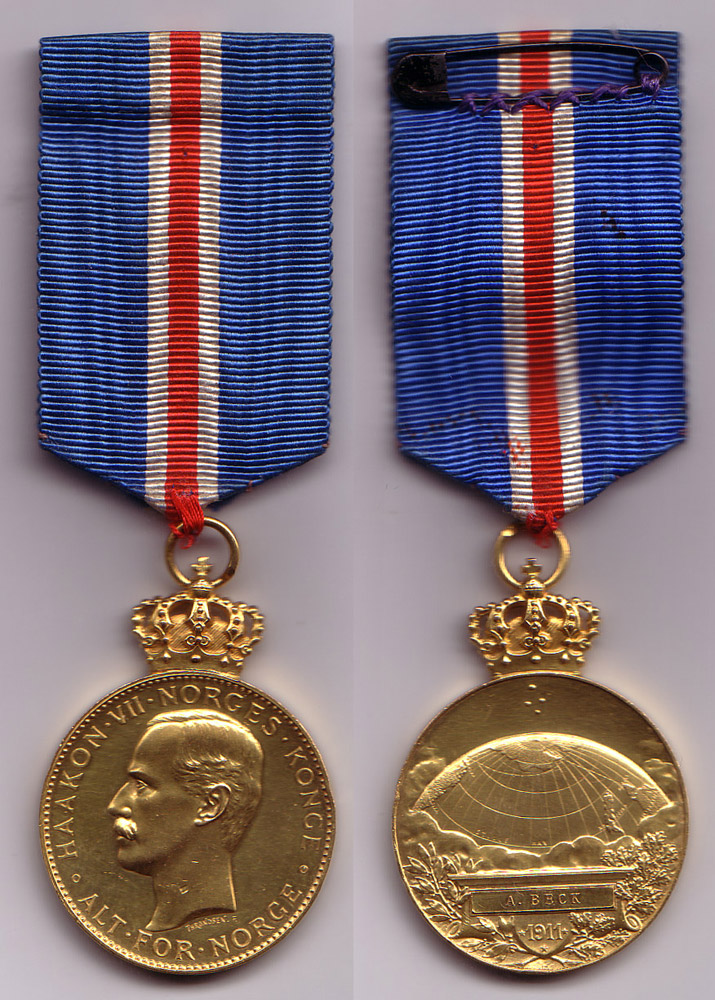
Lindstrøm fue condecorado con la Medalla del Polo Sur por su participación en la expedición al polo sur de Roald Amundsen.